# Rezoluce Rady bezpečnosti OSN č. 338
Rezoluce Rady bezpečnosti OSN č. 338 (S/RES/338) přijatá 22. října 1973, na základě společného návrhu Spojených států a Sovětského svazu, volala po okamžitém ukončení bojových operací jomkipurské války. Rada bezpečnosti rezolucí vyzvala „všechny bojující strany, aby v pozicích, kde se v současnosti nacházejí, zanechaly boje a okamžitě ukončily všechny bojové operace, a to ne později než 12 hodin po přijetí tohoto rozhodnutí.“ Rezoluce měla celkem tři body a posledním z nich RB OSN rozhodla o zahájení „jednání mezi zúčastněnými stranami k dosažení spravedlivého a trvalého míru na Blízkém východě.“ Zmíněný bod pomohl nastavit rámec pro Ženevskou konferenci, která se konala v prosinci 1973.
Rezoluce byla přijata na 1747. zasedání RB OSN; 14 jejích členů hlasovalo pro, žádný proti, a pouze Čínská lidová republika se hlasování zdržela. Nerespektování dvanáctihodinového ultimáta vedlo k přijetí rezoluce č. 339, která vyústila v konečné ukončení bojů.
Znění Rezoluce vycházelo z textu návrhu americké delegace přijatého na společném sovětsko-americkém jednání 21. října 1973 v Moskvě.